# 志賀義雄
志賀 義雄（しが よしお、1901年（明治34年）1月12日 - 1989年（平成元年）3月6日）は日本の政治家、共産主義運動の活動家。衆議院議員、日本共産党中央委員、「日本共産党（日本のこえ）」委員長などを務めた。ソ連共産党から資金援助を受けていた。

## 経歴

### 戦前の活動と投獄
福岡県門司市（現・北九州市門司区）生まれ。旧姓、川本。1906年、母方の祖父の養子となって山口県阿武郡萩町（現・萩市）へ移り、志賀姓となる。
旧制萩中学校（現・山口県立萩高等学校）から一高を経て東京帝国大学文学部に入学する。帝大在学中に学生運動に参加し、在学中の1923年（大正12年）には、前年に非合法政党として結成された日本共産党へ入党。1927年(昭和2)1月には、モスクワに赴任した福本和夫から党中央常任委員･政治部長の要職を引き継いだが、1928年（昭和3年）の三・一五事件において検挙され、1934年（昭和9年）に治安維持法により懲役10年の有罪判決を受けた。獄中生活は1945年（昭和20年）に日本が第二次世界大戦で敗北するまで続いたが、志賀は多くの党員と異なり、獄中でも転向拒否を貫いた。
1925年6月号『マルクス主義』に「『科学的日本主義』の理論」を発表し、赤松克麿「科学的日本主義へ」（1924年11月『新人』）を批判した。

### 戦後の活動
1945年の第二次世界大戦終結時、志賀は府中刑務所内の東京予防拘禁所に徳田球一ら他の共産党員とともに拘禁されていた。終戦後もすぐには釈放されず、同年10月5日、連合国軍最高司令官総司令部による政治犯の釈放命令まで拘禁され続けた。釈放後は党政治局員として徳田書記長や野坂参三政治局員等と共に党勢拡大に努めた。1946年（昭和21年）の第22回衆議院議員総選挙では大阪府第1区（大選挙区制）で当選し、同党初の国会議員となった5人の中に名を連ねた。志賀はその後も中選挙区制の大阪府第1区で衆議院議員への当選を重ねた。
1947年（昭和22年）6月4日から『アカハタ』にて「軍事的封建的社会主義について」を連載。これに神山茂夫が『前衛』にて反論を行ったことから、志賀・神山論争が起こった。
1950年（昭和25年）1月にいわゆるコミンフォルム批判で日本共産党の平和革命路線が批判されると、これを受け入れる立場を取って「『所感』は明らかに党指導部の右翼日和見主義が党にとって最大の危険になったことを示すものである」「党の官僚化を防ぐには先ず政治局が最も自己批判と、相互批判とを実行する必要がある」などと穏健路線を当初志向していた党中央を批判する『志賀意見書』を配布し、宮本顕治と共に国際派を形成した。同年には公職追放対象者となり衆議院議員の地位を喪失している。徳田らがコミンフォルムの支持を取り付けて所感派が名実ともに主流派となると、志賀は翌1951年末に自己批判をして転身し、地下へ潜伏した。
その後、1955年（昭和30年）に共産党が武装闘争路線を放棄すると、志賀は再び公然活動を開始した。また、同年に徳田が1953年（昭和28年）に既に北京で死去していた事が発表されると、その遺骨を引き取るために、徳田の妻のたつと共に日本との国交がなかった中華人民共和国を訪問した。これは、日本共産党の関係者が初めて合法的に中国を訪問した例とされている。

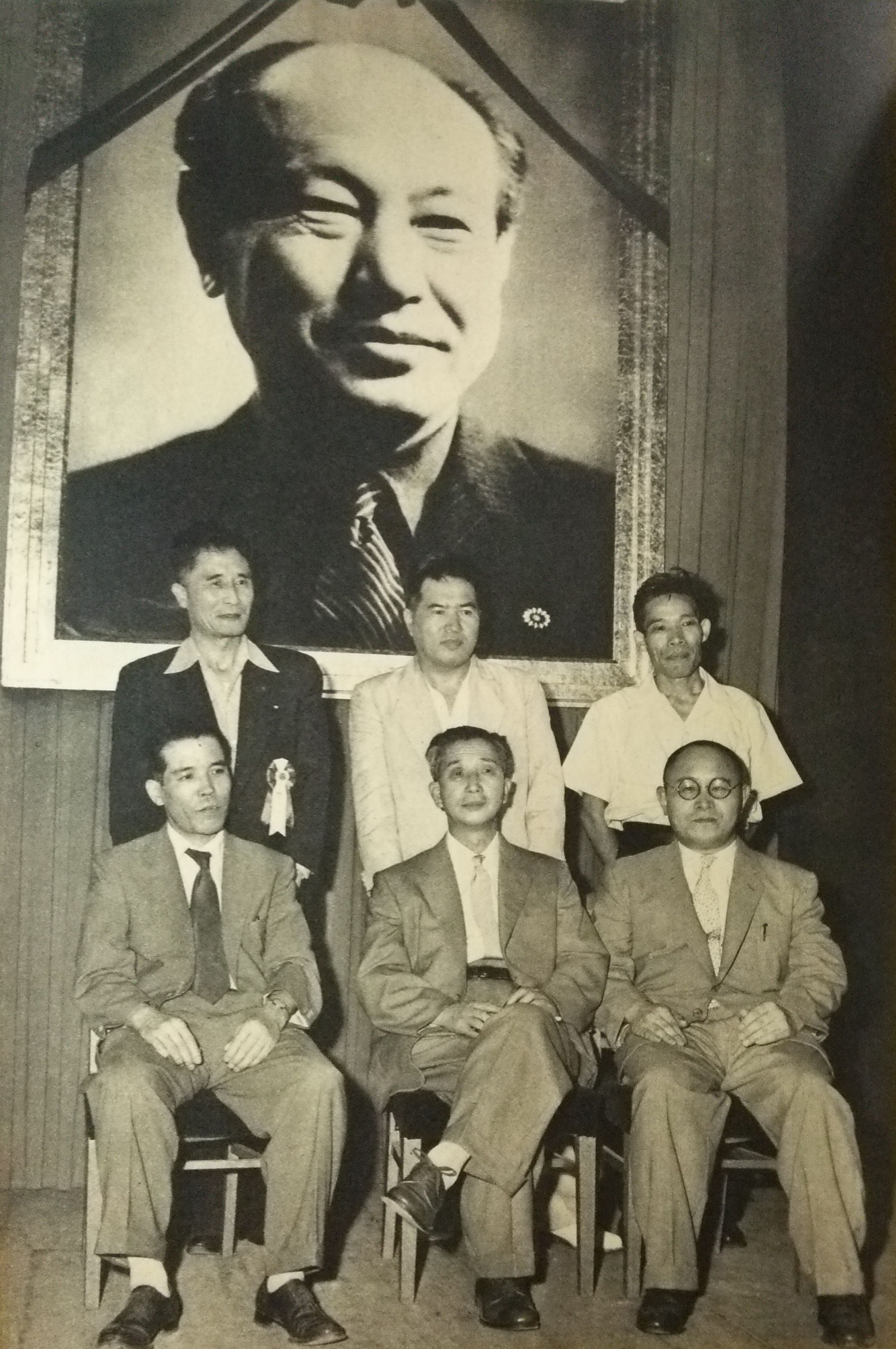
他の共産党指導者らとともに、徳田球一の遺影を囲む（1955年8月）。
（前列左から、志田重男、野坂参三、紺野与次郎。後列左から、志賀、宮本顕治、春日正一）

以後、志賀は共産党の常任幹部会委員として、宮本書記長の平和革命・議会活動重視路線を支持した。党勢の緩やかな回復と大阪での強固な党支持基盤に支えられ、衆議院での議席奪回にも成功した。1955年の第27回衆議院議員総選挙から、4回連続の当選を果たした。

### 日本のこえ
1963年（昭和38年）に部分的核実験停止条約が調印され、1964年（昭和39年）に国会でその批准が問われると、志賀は共産党内で再び少数派となった。当時は中ソ対立が激化しており、この時点では中国共産党と友好関係があった日本共産党は中国と歩調を合わせる形で条約批准反対を決めた。しかし、ソ連共産党に近いとされる志賀はこの条約を支持し、党の決定に反して5月15日の衆議院本会議採決で白票（賛成票）を投じ、更にマスコミを通じて党を批判した（志賀問題）。その結果、5月21日に共産党中央委員会は志賀の除名を決定した。一方、6月30日に、志賀は自分と同時に共産党を除名された参議院議員の鈴木市蔵の他、神山茂夫や中野重治らと共に「日本共産党（日本のこえ）」を結成すると発表し、自らが委員長となった。
日本のこえ派はソ連共産党の支持を受け、同年に機関紙「日本のこえ」を創刊したが、日本共産党員のほとんどは宮本を中心とした従来の執行部を支持し、志賀を支持したのは新日本文学会の主流派や「民主主義学生同盟」など構造改革派系の新左翼党派などを除くとわずかであった。一方、このころから共産党（宮本派）と部落解放同盟の対立が激しくなるが、その一因として、共産党の見解によれば、志賀派と解放同盟が手を組んだ経緯があったとされる。
結果として、志賀は支持基盤の多くを失い、1967年（昭和42年）1月29日の第31回衆議院議員総選挙では大阪6区（この選挙から旧大阪1区が分区された）で落選して、通算6期で衆議院議員としての国会活動を終えた。その後、他の共産党分派との大同団結の動きもあったが、寸前のところで志賀が離脱するなど混乱と低迷を続け、同年10月には神山と中野が同派を離脱した。1968年には自派から「日本共産党」の名称を外して「日本のこえ」としたが、同年7月の第8回参議院議員通常選挙に鈴木が出馬を断念し、同派所属の国会議員はいなくなった。
1977年（昭和52年）、同派は「平和と社会主義」と改称し、創立時の名称からは完全に変更した。さらに1979年（昭和54年）、日本共産党は代表団をソ連に派遣し、ソ連共産党との関係を修復したため、国際的な後ろ盾を失った志賀は日本の共産主義運動における影響力を大きく低下させ、「平和と社会主義」顧問に退いた。
1989年（平成元年）に死去。墓所は徳田と同じ東京都の多磨霊園(25-1-76-1)にある。

## 家族

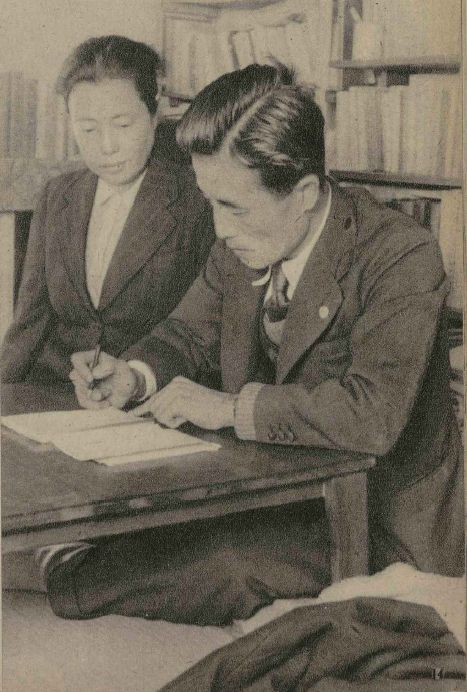
妻の多恵子と。1947年

- 実父・川本筆助 ‐ 元船長、門司汽船監査役。[12][13]
- 養父・志賀氏伸 ‐ 母方祖父
- 妻・志賀多恵子（1906-1995） ‐ 裁判官・渡辺為三の長女[14]。埼玉県北足立郡(現・浦和市)生まれ。東京女子大学卒。林房雄の恋人であったが、義雄と結婚して共産党活動に入った。周囲は貧乏学生の林から裕福な志賀に乗り換えたと噂して林に同情し、林はこの失恋をもとにした小説「酒盃」を『改造』1927年5月号に発表した[15]。三・一五事件で逮捕され、獄中で拘禁性ノイローゼで発狂、執行停止で出所して親元に戻り、義雄と離婚（戦後復縁）[16]。転向し、迫水久常の紹介で大蔵省資源局調査部に勤務[17]。女子学連の仲間だった福永操は1982年の自著の中で多恵子のことに触れ、多恵子が義雄と離婚中に転向派の鍋山貞親に近づき婚約までしたが、転向派幹部の長期刑が確定すると破談にした話などを挙げて「頭脳も政治的手腕も江青と比較にならないほど優秀」と表現した[18]。
- 妹・川本節子( 1910-1973 ) ‐ 妻と死別した平田良衛と徳田球一の媒酌で結婚、平田の故郷・福島県小高の開拓組合婦人部責任者として活躍した[19]。
- 岳父・渡辺為三（1880-1956） ‐ 埼玉士族・渡辺省三の六男。1900年に判検事登用試験と弁護士試験に合格、北海道などの地方裁判所を経て、1924年大阪控訴院部長。浦和の質屋の娘と結婚して多恵子を儲けたが離婚、のち北海道多額納税者で金融業・地主の五十嵐久助（菊亭農場元管理人）の長女ヒサヲと再婚。姉の夫に井口元一郎。[14][20][21]

## 参考
- 郷里の山口県萩市の「萩博物館」の「萩の人物コーナー」に志賀義雄の経歴が写真とともに紹介されている。
- 志賀が育った萩の旧宅は城下町にあり、高杉晋作生家と菊屋横丁を挟んで向かい側で、田中義一誕生地の隣にある[4][22]。

## 著書
- 『民主主義日本と天皇制』新生社 1946
- 『財政とインフレーション』暁明社 1948
- 『世界と日本』暁明社 1948
- 『日本革命運動史の人々』暁明社 1948

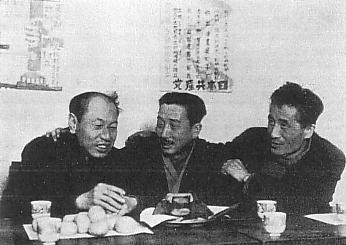
徳田球一（左）・野坂参三（中央）とともに写真に収まる志賀（右）

- 『予算の階級性』党活動家必携叢書　真理社 1948
- 『国家論』ナウカ社 1949
- 『戦後日本の危機と財政』暁明社 暁明文庫 1949
- 『日本革命運動の群像』合同出版社 合同新書 1956
- 『日本帝国主義について』三一書房 1972
- 『日本共産主義運動の問題点』読売新聞社 1974
- 『日本共産党史覚え書』田畑書店 1978
- 『志賀義雄選集』全2巻 五月書房 1991‐92

### 共著編
- 『獄中十八年』徳田球一共著 時事通信社 1947　のち大月新書

- 『日本論 マルクス・エンゲルス・レーニン』編 日本共産党中央委員会出版部 1961
- 『関東大震災と亀戸事件』 関東大震災・亀戸事件四十周年犠牲者追悼実行委員 編　刀江書院　1963.9
- 『みなさんに訴える 共産主義者の良心と信念』鈴木市蔵共著 刀江書院 1964
- 『国際通貨問題と労働者階級』編 日本のこえ出版局 1971
- 『千島問題 アジア集団安全保障への道』編 日本のこえ出版局 1971
- 『アジア集団安全保障とクリール(千島)問題』編 四谷書林 1973

### 翻訳
- デボーリン『レーニン主義の哲学 原名・戦闘的唯物論者レーニン』希望閣 1925
- デボーリン『レーニンの戰鬪的唯物論』希望閣 1927